# Léon Ortiz
Pour les articles homonymes, voir Ortiz.
Léon Ortiz, aussi connu comme Léon Schiroky et surnommé le « Rocambole de l'anarchie », né le 18 novembre 1868 à Paris et mort le 5 mai 1955 à Wilmington, est un comptable, cambrioleur et militant anarchiste français et mexicain. Il est particulièrement connu pour son implication dans la naissance de l'illégalisme, dont il est alors l'une des figures avec son groupe, la bande à Ortiz. 
Orphelin de père, il grandit dans la pauvreté avant de se tourner progressivement vers le militantisme anarchiste. Dans ce cadre, il se politise avec ses amis Louise Michel, Charles Malato ou encore Jacques Prolo, ce groupe fondant La Révolution Cosmopolite, un journal anarchiste des années 1880. Plus tard, contributeur à l'Endehors, il y fait connaissance d'Émile Henry qui devient son ami. Après avoir rejoint l'illégalisme naissant au contact des Intransigeants et de Vittorio Pini, Ortiz s'engage dans une série importante de cambriolages et de braquages avec son groupe, la bande à Ortiz - tout en échappant à la police en Europe de l'Ouest. Selon les autorités françaises de la période, il aurait éventuellement financé Émile Henry pour commettre l'attentat du café Terminus.
Arrêté avec sa partenaire, Antoinette Cazal, il est mis en procès et particulièrement visé par le procès des Trente, étant l'un des rares à être condamnés, tandis que tous les autres anarchistes sont acquittés. Condamné à quinze ans de déportation au bagne, il abandonne l'anarchisme et collabore avec les autorités françaises avant d'être libéré. En 1901, il se rend à New York. En 1925, il obtient la nationalité américaine à Wilmington, où il meurt en 1955.

## Biographie

### Jeunesse et début du militantisme

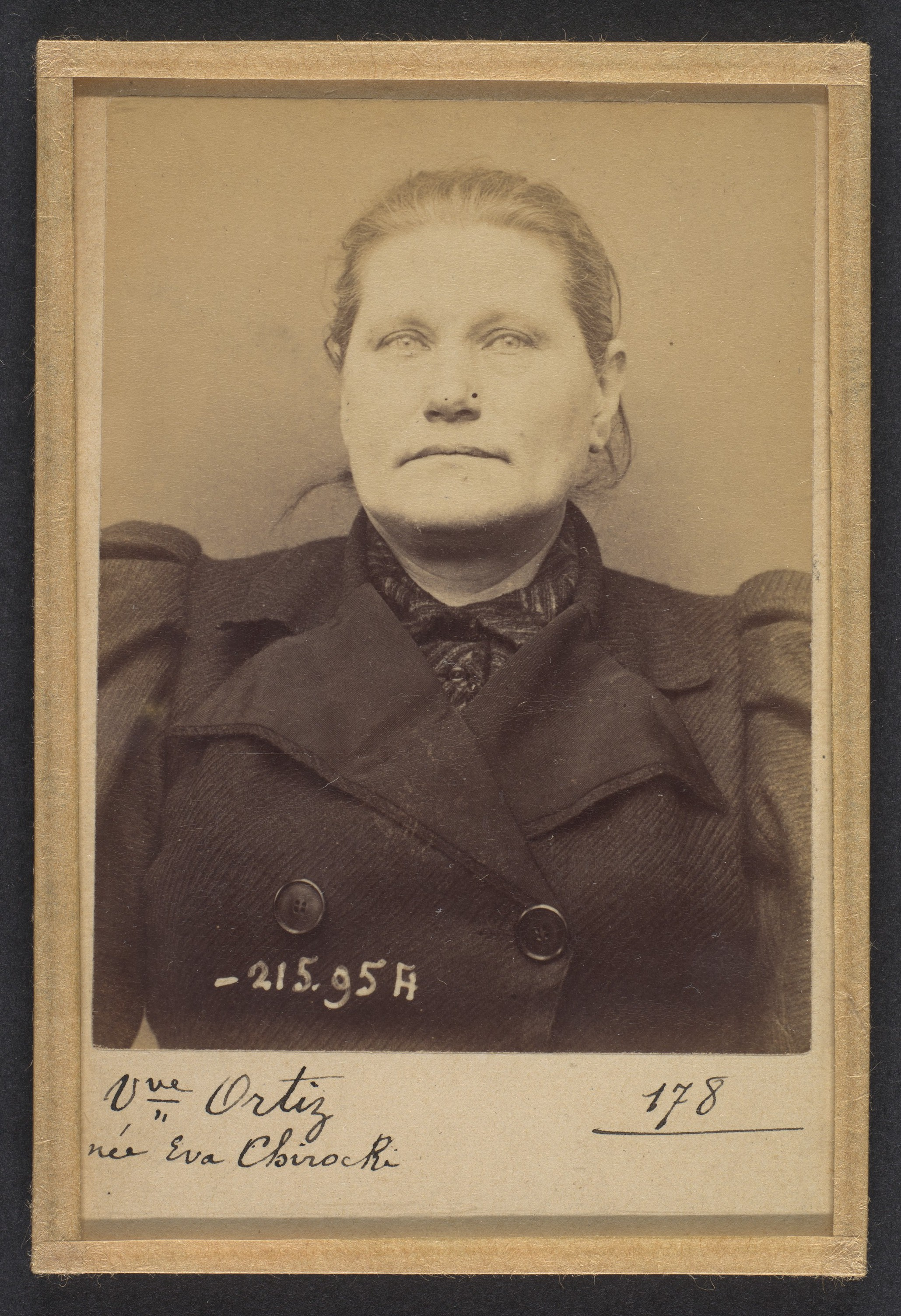
Eva Schiroky fichée par Alphonse Bertillon (1894)

Léon Schiroky naît à Paris le 18 novembre 1868. Sa mère, Eva Schiroky, cuisinière et militante anarchiste autrichienne, le présente à la mairie seule à sa naissance et il grandit orphelin de père. Ortiz étudie au collège Chaptal, en particulier la « biologie et l’économie politique » selon Le Maitron. En 1886, la même année où il entre à Chaptal, Eva Schiroky se remarie avec Philippe Ortiz, un valet de chambre mexicain qui a douze ans de moins qu'elle. Celui-ci adopte alors Léon officiellement.
Pendant ses études, Ortiz rejoint différents cercles de jeunes intellectuels ; en particulier Le Coup de Feu et le Cercle de la Butte,. Dans ce dernier, il entre en contact avec d'autres militants en train de devenir anarchistes, comme Charles Malato ou Jacques Prolo. Il rencontre aussi Louise Michel. Avec ce groupe d'activistes, Ortiz fonde La Révolution Cosmopolite, dont il est l'un des principaux auteurs et membre du comité de rédaction,. Il y publie par exemple le Manifeste du journal. Alors que les membres du groupe, dont il est le plus pauvre, ne sont pas encore clairement anarchistes, et sont en cours de définition, hormis Louise Michel, il est probablement le premier à devenir anarchiste et à influencer les autres.
Il continue de collaborer avec Malato ensuite, les deux publiant plusieurs titres de presse dans les années suivantes ; et Ortiz est lié à la Ligue cosmopolite avec lui. 

### Illégalisme et arrestation
Pendant cette période, dans les années s'étendant de 1886 à 1890, Ortiz rencontre Vittorio Pini et Luigi Parmeggiani, fondateurs du groupe des Intransigeants, avant de devenir illégaliste à leur contact. Ce choix ne signifie pas qu'il abandonne des perspectives sociales ; le militant continue par exemple de soutenir la participation des anarchistes à la manifestation du 1er mai, vue comme un bon moyen de chercher à provoquer la Révolution. En 1890, il écrit dans La Tribune libre à Londres avec d'autres militants, un journal s'inspirant du Père Peinard.

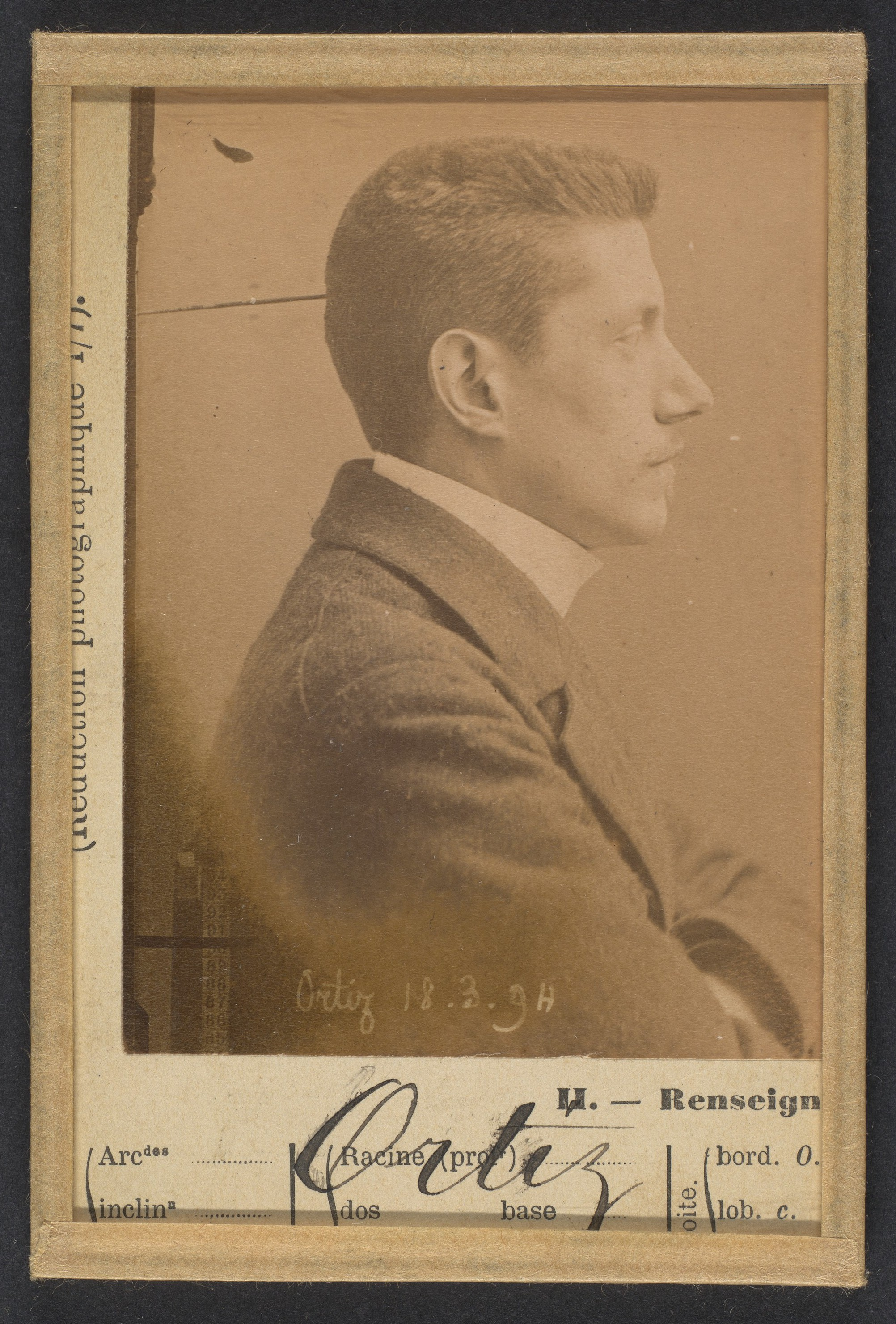
Profil de Ortiz

Ortiz accueille de nombreux compagnons de passage et rencontre aussi Émile Henry dans les cercles gravitant autour de l'Endehors (1891-1893). Il le recommande à son employeur, un ornemaniste nommé Dupuy, pour que celui-ci embauche Henry. Enfin, la rencontre de Placide Schouppe, un autre illégaliste notable de cette période, le décide à agir.
Dans la nuit du 13 au 14 août 1892, les deux militants se rendent à Abbeville et effectuent un cambriolage « important », où ils volent plus de 400,000 francs de titres. En janvier 1893, alors qu'Émile Henry est en fuite après l'attentat de Carmaux-Bons Enfants, les deux se retrouvent, et, en lien avec les Intransigeants, effectuent un cambriolage à Fiquefleur-Équainville, où ils volent pour 800,000 francs de titres,,. Il participe aussi à un cambriolage le 29 janvier 1893 à Nogent-les-Vierges.
Après cette série de cambriolages, Ortiz disparaît et évolue dans des cercles clandestins à Paris, Londres, Bruxelles, Perpignan et Barcelone, où il passe une partie de son année 1893. Lorsque Schouppe est arrêté, la police cherche à l'arrêter aussi, mais il parvient à s'enfuir de l'arrestation et se dissimuler chez sa compagne, la militante anarchiste Antoinette Cazal.
Il est activement recherché après l'attentat du café Terminus par Émile Henry, étant suspecté par les autorités françaises d'avoir, d'une part, donné 100 francs à son ami pour créer sa bombe et, d'autre part, d'être l'un de ceux s'étant rendus, avec Louis Matha, et Désiré Pauwels, pour exfiltrer les bombes se trouvant chez Henry, avant que la police n'arrive. La police écarte cette deuxième hypothèse car il est à Londres lors de cet événement.
Après l'arrestation de Cazal, le 28 février 1894, Ortiz est arrêté par une descente de police dans l'immeuble occupé par les membres de sa bande, selon Le Maitron, les militants illégalistes qui sont arrêtés avec lui et membres de la « bande à Ortiz » sont les couples Annette Soubrier-Paul Chiericotti, Maria Zanini-Orsini Bertani, et Victorine Trucano et son fils Louis Belloti. Il est alors surnommé le « Rocambole de l'anarchie » par la presse.

### Procès

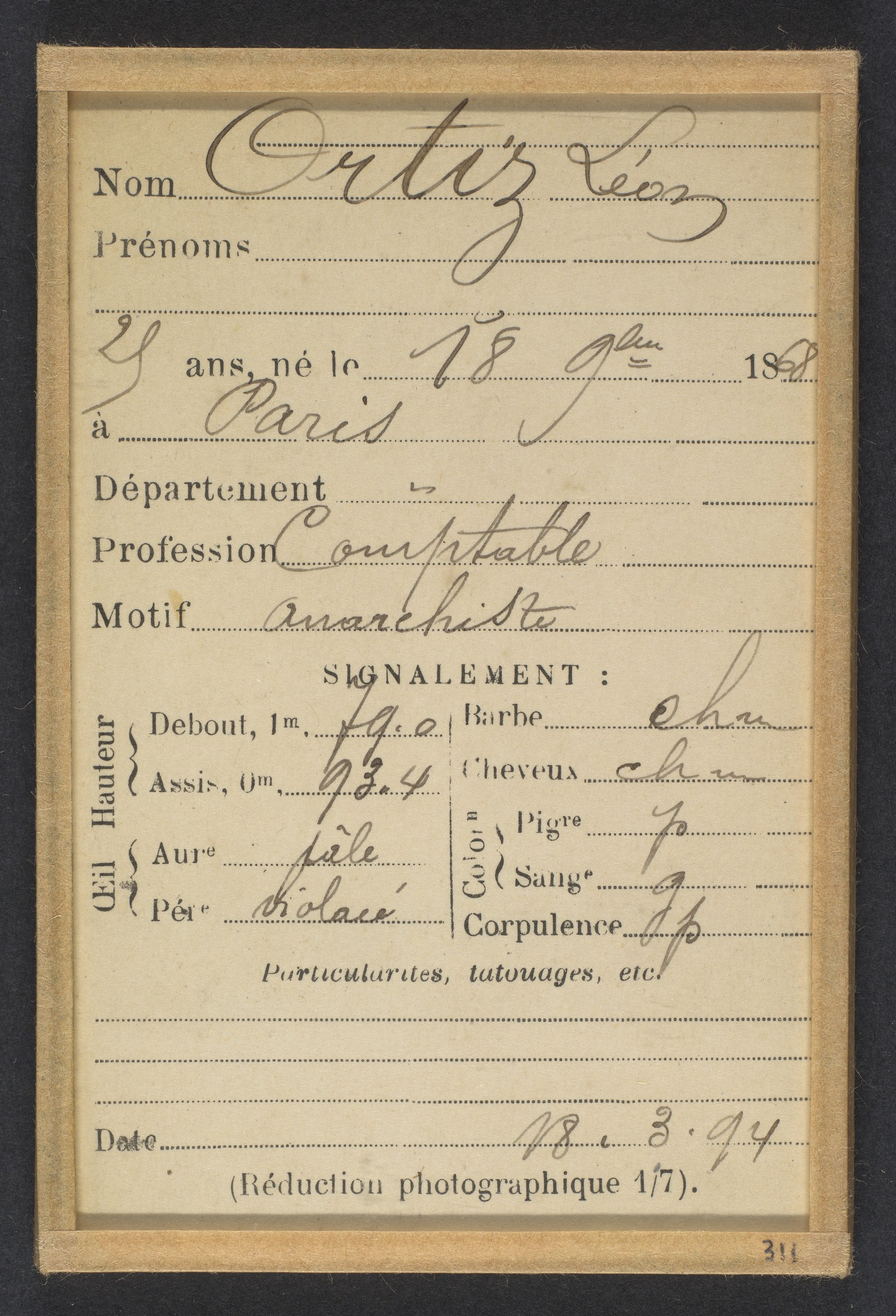
Fiche faite par Bertillon (1894) sur Ortiz

Il est alors mis en procès pendant le procès des Trente, visant trente figures de l'anarchisme en France destinées à être condamnées dans un procès politique après l'assassinat de Sadi Carnot par Sante Caserio. Contrairement aux attentes, les jurés acquittent tous les accusés, à l'exception d'Ortiz, qui reçoit la plus grande peine (15 ans de déportation au bagne) et les membres de sa bande,. Selon Jean Grave, lui-même acquitté lors de ce procès, les membres de la bande se seraient disputé les uns avec les autres, cherchant à rejeter la faute des cambriolages sur d'anciens amis, dont certain témoignent d'ailleurs contre eux. Ortiz nie tout, déclare que le vol est une arme révolutionnaire légitime et est condamné. Cette condamnation est rendue possible par le fait que ses actions ne sont pas considérées comme anarchistes par les autorités françaises, qui établissent, dans les lois scélérates, une série de lois visant le mouvement anarchiste, une distinction entre les 'idéologues' et les 'propagandistes', ces derniers étant bien plus sévèrement punis ; comme Ortiz.

### Déportation
Déporté en Guyane après avoir épousé Cazal, il aurait progressivement rejeté l'anarchisme au bagne, selon Liard-Courtois. Il se rapproche des autorités pénitentiaires, par exemple en demandant le droit d'assister aux offices catholiques le dimanche, et doit être protégé par Clément Duval des autres compagnons anarchistes. Selon Clément Duval, il abandonne l'anarchisme et trahit ses compagnons en écrivant aux autorités françaises - y compris au procureur Léon Bulot, pour leur déclarer qu'il abjure l'anarchisme et insulter les anarchistes. Une telle trahison aurait fortement déplu à Théodule Meunier et Marchand, qui auraient cherché à l'assassiner, avant que Duval ne les en dissuade en leur indiquant qu'assassiner une telle « immonde charogne » ne valait pas le coup de mourir. Cependant, Ortiz aurait été au courant de la haine que lui porteraient les autres anarchistes pour sa trahison, et, sachant qu'en se mettant à côté d'eux, ils l'attaqueraient, se serait rapproché de Marchand un jour, ce dernier lui aurait dit de partir - ce à quoi Ortiz aurait répondu qu'un garde l'aurait placé là, ce qui aurait été un mensonge. Marchand aurait alors résolu de le frapper au visage très violemment, avant d'être séparé par les gardes et envoyé en confinement pour deux mois. 
Selon Duval, il s'agirait d'un stratagème sciemment entrepris par Ortiz pour être transféré. Le lendemain, il est mis en sécurité par les autorités pénitentiaires sur l'Île Royale avant d'être libéré.

### Dernières années
Le 3 septembre 1898, Ortiz embarque pour la France. Il la quitte en 1901 pour New York. En 1925, Ortiz obtient la nationalité américaine à Wilmington dans le Delaware. Il y meurt le 5 mai 1955.

## Œuvres
La Révolution Cosmopolite (1886-1887) - courtoisie d'Archives anarchistes :
- Manifeste du Groupe cosmopolite aux révolutionnaires étrangers, 1887
- Guerre à la guerre !, 1887
- Principes, 1887